# Pëtr Borisovič Šeremetev
Conte Pëtr Borisovič Šeremetev, in russo Пётр Борисович Шереметев? (9 marzo 1713 – 11 dicembre 1788), è stato un ufficiale russo.

## Biografia
Era il primogenito di Boris Petrovič Šeremetev, e della sua seconda moglie, Anna Petrovna Saltykova, vedova di Lev Kirillovič Naryškin.

## Carriera
Intraprese la carriera militare nel Reggimento Preobraženskij, fino a raggiungendo il grado di capitano e ricevendo il titolo di ciambellano da Elisabetta I.
Durante il regno di Elisabetta I è stato nominato aiutante generale e capo generale. Nel 1768 lasciò il servizio militare. Nel 1780, fu eletto maresciallo della nobiltà.

## Matrimonio
Sposò Varvara Alekseevna Čerkasskaja (1711-1767), l'unica figlia del cancelliere dell'Impero russo, il principe Aleksej Michajlovič Čerkasskij. Ebbero sei figli:
- Anna Petrovna (18 dicembre 1744-17 maggio 1768);
- Boris Petrovič (2 novembre 1745-7 gennaio 1758);
- Aleksej Petrovič (29 ottobre 1746-1748);
- Marija Petrovna (26 ottobre 1747-1748);
- Nikolaj Petrovič (1751-1809);
- Varvara Petrovna (2 gennaio 1759-27 maggio 1824).

Era noto per le sue eccentricità, amore per l'arte, stile di vita lussuoso e ricchezza.

## Morte
Morì l'11 dicembre 1788 e fu sepolto nel Monastero Novospasskij.